# Stranded – Operation Weltraum
Stranded – Operation Weltraum (Originaltitel: Stranded) ist ein US-amerikanischer Science-Fiction-Film aus dem Jahr 2002. Stranded ist auch unter den folgenden Alternativtiteln bekannt: Stranded – Rettung im All (Fernsehtitel), On Eagle’s Wings (Originaltitel), Space Station (Originaltitel) und Black Horizon (US-amerikanischer Titel auf DVD).

## Handlung
Eine russische Weltraumstation zur Erforschung alternativer Energiequellen droht ihren Orbit zu verlassen. Ein vierköpfiges Rettungsteam wird zur Station geschickt. Zum Team gehören die Agenten der Regierung Jeffries und Jack McKendrick sowie Ed Carpenter, der früher als Astronaut für die NASA arbeitete.
Die Lage spitzt sich zu, als ein Meteorit die Station trifft. Der Sauerstoffvorrat reicht nur noch für wenige Stunden.
In einem Strang der Handlung kämpft der Geheimagent Jeffries gegen die für eine andere Organisation arbeitenden Killer. Sie wollen ihn in einem Motel töten, die Zimmereinrichtung wird im Kugelhagel durchsiebt. Jeffries tötet die Killer. Daraufhin ruft er seine Zentrale an, wo er ein Team zum Aufräumen und einen neuen Fernseher verlangt.
Die Astronauten entdecken, dass die Mission Ziel eines Saboteurs wurde. Einer der russischen Besatzungsmitglieder kapert die Raumfähre, mit der er flieht.

## Kritik
„Billigfilm des Fließband-Regisseurs Fred Olen Ray […], der die Veteranen seiner betont billigen Filmschmiede reaktiviert.“

„Preiswert gewirkter SF-Thriller von Billigheimer Fred Olen Ray.“

## Hintergrund
Der in Los Angeles gedrehte Film kostete etwa 1,2 Millionen US-Dollar.